# Luis Buenovinci
Luis Ramon Buenovinci, in manchen Publikationen auch Luis Ramon Bueno, (* 24. März 1894 in Lima, Peru; † unbekannt) war ein französischer Autorennfahrer.

## Karriere
Luis Buenovinci gehörte zu jenen Automobilrennfahrern, die 1923 beim ersten 24-Stunden-Rennen von Le Mans der Motorsportgeschichte am Start waren. Gemeinsam mit seinem Landsmann Maurice Benoist, dem Bruder von Robert Benoist, steuerte er einen Salmson VAL3 an die fünfzehnte Stelle der Gesamtwertung. Im Ziel hatte das Duo einen Rückstand von 35 Runden auf die Sieger André Lagache und René Léonard, die einen Chenard & Walcker Sport fuhren.

## Statistik

### Le-Mans-Ergebnisse
| Jahr | Team                        | Fahrzeug     | Teamkollege     | Platzierung |
| ---- | --------------------------- | ------------ | --------------- | ----------- |
| 1923 | Société des Moteurs Salmson | Salmson VAL3 | Maurice Benoist | Rang 15     |